# 薄筋
薄筋（はっきん、英語: gracilis muscle）は人間の大腿骨内側の筋肉で股関節の内転・屈曲・伸展や膝関節の屈曲・内旋を行う。
恥骨下枝から起こり脛骨粗面内側部に停止する。股関節と膝関節をまたぐ二関節筋である。停止部は半腱様筋、縫工筋とともに鵞足を構成している。
大腿の最も内側で体表直下にあり、体表からは外転させた際にこの筋の起始がはっきりと確認できる。